# Ніккі-диявол молодший
Ніккі-диявол молодший — комедійний фільм 2000 року.

## Сюжет
Ніккі — наймолодший і найбезглуздіший з трьох синів Сатани. Сатана виконує обов'язки президента пекла ось уже протягом 10000 років. До нього на цій посаді знаходився його батько Люцифер. Сатана хоче піти на пенсію, але для цього йому необхідно передати правління пеклом одному з своїх синів. На жаль, він вважає, що ніхто з них ще не готовий виконувати таку відповідальну роль. Дізнавшись про це, старші брати Ніккі виходять із себе і вирішують помститись батькові. Заморозивши пекельні ворота, вони прийшли у наш світ, а батько почав розкладатись і доручив Ніккі врятувати його і відстояти права грішників на вічні муки.